# Øystein Kvaal Østerbø

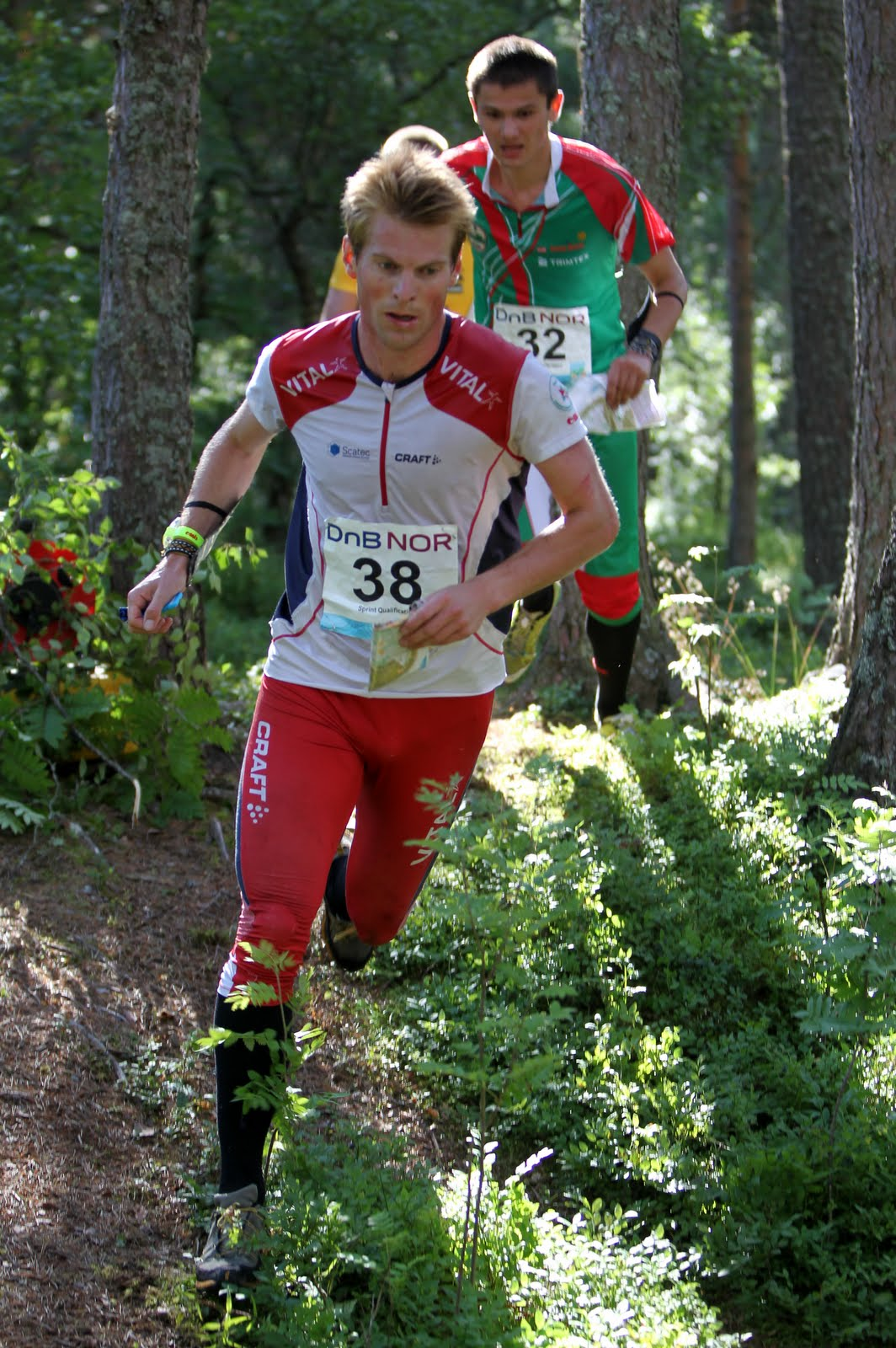
Øystein Kvaal Østerbø, 2010

Øystein Kvaal Østerbø (* 7. Juli 1981) ist ein norwegischer Orientierungsläufer und Ski-Orientierungsläufer. 
Der Sprint-Spezialist startet seit 2004 für Norwegen bei Europa- und Weltmeisterschaften konnte dabei aber bislang nur bei den Europameisterschaften 2006 in Otepää eine Bronzemedaille mit der norwegischen Staffel gewinnen. Bei Europa- und Weltmeisterschaften sowie bei World Games erreichte er im Sprint viermal einen vierten Rang. In Norwegen gewann er dagegen bereits viermal die nationale Sprintmeisterschaft, außerdem einmal den Titel im Nacht-OL. Bei den Nordischen Meisterschaften 2005 in norwegischen Notodden gewann er die Sprintentscheidung.
Im Ski-Orientierungslauf startete Øystein Kvaal Østerbø bei den Weltmeisterschaften 2004 und 2009. Dabei belegte er 2004 Platz acht im Sprint und Platz sechs auf der Mitteldistanz. Mit der Staffel gewann er Silber. 2009 wurde er mit der Staffel Vierter, in den Einzelwettbewerben gelang ihm nicht der Sprung unter die ersten zehn. Bei den Europameisterschaften 2010 gewann er mit der Staffel Bronze. Seine beste Einzelplatzierung erreichte er auf der Langdistanz mit dem sechsten Platz.

## Platzierungen
| Weltmeisterschaften | Sprint | Mittel | Lang | Staffel |
| ------------------- | ------ | ------ | ---- | ------- |
| 2004 Västerås       | 6.     |        |      |         |
| 2005 Aichi          | 4.     |        | 26.  |         |
| 2006 Aarhus         | 19.    |        |      | 6.      |
| 2007 Kiew           | 14.    | nq     |      |         |
| 2008 Olomouc        | 28.    |        |      | 7.      |
| 2009 Miskolc        | 8.     |        |      |         |
| 2010 Trondheim      | 4.     |        |      |         |
| 2011 Savoie         | 11.    |        |      |         |

| Europameisterschaften | Sprint | Mittel | Lang | Staffel |
| --------------------- | ------ | ------ | ---- | ------- |
| 2004 Roskilde         | 4.     |        | 15.  |         |
| 2006 Otepää           | 8.     | 26.    |      | 3.      |
| 2008 Ventspils        | 8.     |        | 48.  | 8.      |
| 2010 Primorsko        | 22.    |        | 33.  |         |

| World Games    | Sprint | Mittel | Staffel |
| -------------- | ------ | ------ | ------- |
| 2009 Kaohsiung | 4.     | 6.     | 3.      |

| Junioren-WM               | Sprint | Mittel | Lang | Staffel |
| ------------------------- | ------ | ------ | ---- | ------- |
| 1999 Warna                |        | 47.    | 22.  |         |
| 2000 Nove Mesto na Morave |        | 18.    | 18.  |         |
| 2001 Miskolc              |        | 14.    | 30.  |         |

| Nord. Meisterschaften | Sprint | Mittel | Lang | Staffel |
| --------------------- | ------ | ------ | ---- | ------- |
| 2005 Notodden         | 1.     | 6.     |      | 9.      |
| 2007 Bornholm         | 7.     | 23.    |      | 13.     |
| 2009 Salo             | 16.    |        | 27.  | 7.      |

| Gesamt-Weltcup | Gesamt-Weltcup |
| -------------- | -------------- |
| 2002           | 68.            |
| 2004           | 3.             |
| 2005           | 7.             |
| 2006           | 19.            |
| 2007           | 12.            |
| 2008           | 13.            |
| 2009           | 20.            |
| 2010           | 13.            |
| 2011           | 22.            |

| NM   | Sprint | Mittel | Lang | Klassik | Ultra | Nacht | Staffel |
| ---- | ------ | ------ | ---- | ------- | ----- | ----- | ------- |
| 2002 | 4.     | 12.    |      |         |       |       |         |
| 2003 | 11.    | 19.    | 23.  | 21.     |       | 26.   | 2.      |
| 2004 | 2.     | 11.    |      |         |       |       | 9.      |
| 2005 | 9.     | 16.    |      |         |       |       | 3.      |
| 2006 | 1.     | 18.    | 9.   |         |       | 1.    | 2.      |
| 2007 | 25.    | 9.     | 9.   |         |       |       | 4.      |
| 2008 |        | 5.     | 7.   |         | 3.    |       | 6.      |
| 2009 | 1.     | 7.     | 2.   |         |       | 3.    | 3.      |
| 2010 | 1.     | 9.     |      |         |       |       | 6.      |
| 2011 | 1.     | 16.    |      |         | 12.   |       |         |